# Las Vegas Strip
A Las Vegas Strip (Sáv) a Las Vegas Boulevard déli szakaszának közel 7 km hosszú része Clark megyében, Nevada államban. Itt található Las Vegas nagy szálloda-kaszinó komplexumainak többsége. Habár a Strip nem közvetlenül Las Vegas City-ben található, hanem attól délre, Paradise és Winchester nevű városokon át húzódik, mégis teljes egészében Las Vegas-szal azonosítják.
A világ számos legnagyobb szállodája, kaszinója és üdülőkomplexuma található a Strip-en, amely a modern építészetéről, fényeiről és a látnivalók széles skálájáról ismert. Szállodái, kaszinói, éttermei, lakóparkjai, szórakoztató kínálata és a város látképe a világ egyik legnépszerűbb és legikonikusabb turisztikai célpontjává tette a Stripet, amely Las Vegas gazdaságának egyik motorja. A korszerű szállodaóriások épületeinek látványa egyedülálló: építészeti különlegességek, üveg, acél, kő, a világ számos fő látványosságának kicsinyített másaival. A világ 25 legnagyobb szobaszámmal rendelkező szállodái közül 15 található a Strip-en, összesen 62 000 szobával.

## Története

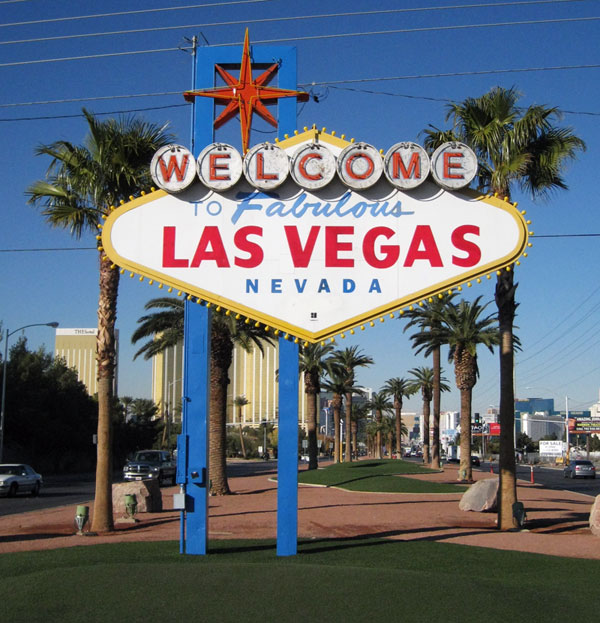
Welcome to Las Vegas

Las Vegas belvárosából eredetileg ki voltak tiltva a kaszinók a város határain kívülre. Las Vegas belvárosa a mai Striptől északra található 2–3 km távolságban. 1959-ben állították fel a híres „Welcome to Las Vegas” út melletti táblát, mely a várost délről közelítő autósokat üdvözli. Felállításakor a tábla 7,2 km-re volt a város déli határán kívül, ma már csak 0,6 km távolságban van a Strip legdélibb fekvésű szálloda-kaszinó komplexumától, a Mandalay Bay-től.
Szigorú értelemben véve a „Strip” a Las Vegas Boulevard, Sahara Avenue és Russell Road közötti szakasza: ez 6,8 km hosszú szakasz. A Strip fogalmát ma már néha bővebb területre is értik, azaz az azon kívül eső komplexumokra is (például a Hard Rock Hotel & Casino), mivel már majdnem minden hely foglalt az említett 6,8 km-es szakaszon.
Nemrég még a Tropicana Avenue volt a déli határ (itt van például az Excalibur és a New York-New York), ma a déli határ után fél kilométerre a Mandalay Bay óriási komplexuma található. A Strip északi határán a Sahara Casino található, melyet bezártak, ezért a Stratosphere-t is már ide értik. A Stratosphere egy 305 méter magas kilátótorony, szálloda, kaszinó.

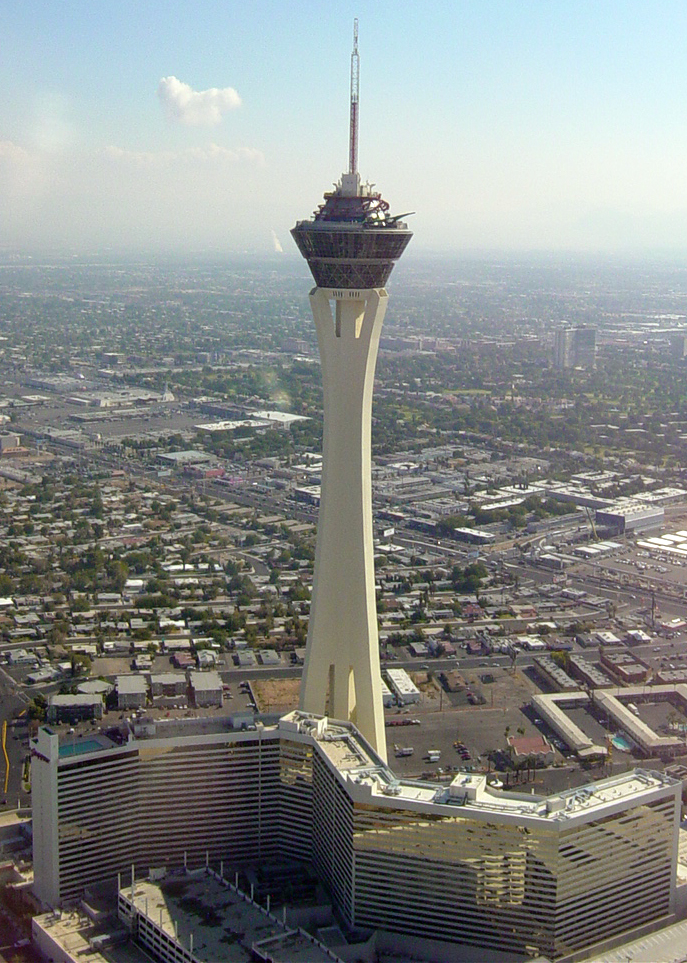
Stratosphere

A Strip keleti oldalán található a McCarran International Airport, Las Vegas repülőtere.
Az első kaszinót 1931-ben építették a Highway 91 mentén (Pair-o-Dice Club), a Strip első kaszinója az El Rancho Vegas volt (megnyílt 1941-ben 63 szobával). Ez a szálloda 1941-ben leégett. A második szálloda-kaszinó a Hotel Last Frontier (1942), mely a leégett El Rancho Vegas helyett épült.
A kezdetekben a szervezett bűnözés telepedett rá az első szálloda-kaszinókra, több projektet az American National Insurance Company támogatott, melynek a hirhedt hazárdjátékközpont, a texasi Galveston volt a központja. Az első MGM Grand Hotel and Casino 1973-ban épült, majd 1980-ban leégett egy elektromos zárlat miatt.
1986-ban átépítették és eladták a Bally Manufacturing cégnek. Ez a mai Bally’s, melyhez szorosan kapcsolódik a Paris és az Eiffel torony kicsinyített mása, mely csak azért lett alacsonyabb az eredetinél, mert a közelben lévő repülőtér miatt nem engedélyezték a 300 m magasságot.
A Mirage 1989-ben épült, és egy új szintet képviselt. Itt már minden megtalálható: szálloda, szerencsejáték-terem, wellness, éttermek. Az MGM Grand, a Bellagio, a Venetian és a Wynn komplexumokkal a luxusigényeket kielégítő szálloda-kaszinók épültek a 90-es évek végén. A luxuskomplexumok mellett a Stripen kisebb kaszinók és attrakciók is találhatók, mint például: M&M World, Adventuredome és a Fashion Show Mall.

### Etimológia
Néhány évtizede, a mai Las Vegas Boulevard South utat Arrowhead Highway-nek, vagy Los Angeles Highway-nek hívták. A ’Strip’ (sáv) elnevezés egy Los Angeles-i rendőrtiszttől származik, aki a Sunset Stripen lakott (West Hollywood, Kalifornia).

### Rat Pack
A Rat Pack néven híressé vált előadók rendszeres fellépői voltak a Las Vegas-i ’Strip’ kaszinóinak. A Rat Pack több híres színészből álló csapat volt, néha változott az összeállítás. A legendás négyes: Sammy Davis Jr., Dean Martin, Frank Sinatra és Joey Bishop. Amikor Dean Martin 1995-ben meghalt, Las Vegas fényeit eltompították, ugyanez történt Frank Sinatra halálakor 1998-ban.

## Látványosságok
A Strip-en és környékén számos látványosság található, ezekből néhány híresebb:
- A Bellagio előtti tóban szökőkút-koreográfia. 1200 csőből zenével szinkron változó táncoló vízsugarak, 30 percenként (este 8 után negyedóraként) egyedülálló látványosságot nyújtanak.
- Bally’s-Paris mellett az Eiffel-torony kicsinyített mása. A tetején panorámakilátás a Strip-re.
- A Venetian előtt felépített kis Velence, gondolázással.
- Stratosphere: egy 305 méter magas kilátótorony, szálloda, kaszinó, ahol a tetején forgó étterem és idegeket borzongató kis vonat működik, mely percekig kilóg a 300 méteres mélység felett.
- New York-New York: Szabadság-szobor mása, hullámvasút
- Excalibur hotel és kaszinó: olyan, mint egy mesebeli vár[10]
- Treasure Island Hotel and Casino: egy mesterséges tóban kalóztámadást lehet végignézni
- CityCenter: 27 hektáron elterülő városi plaza, minden egy helyen található az üzletektől a szórakozóhelyekig.
- Fashion Show Mall: a világ legnagyobb bevásárlókomplexuma

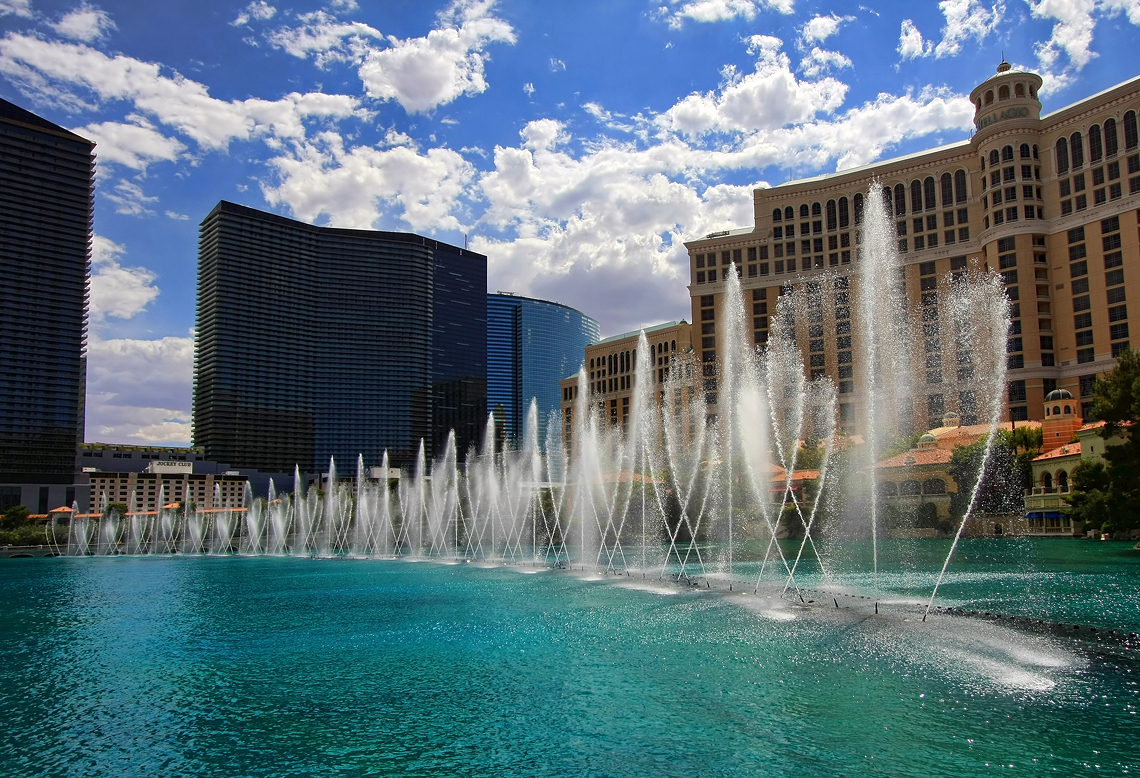
Bellagio-szőkőkútak

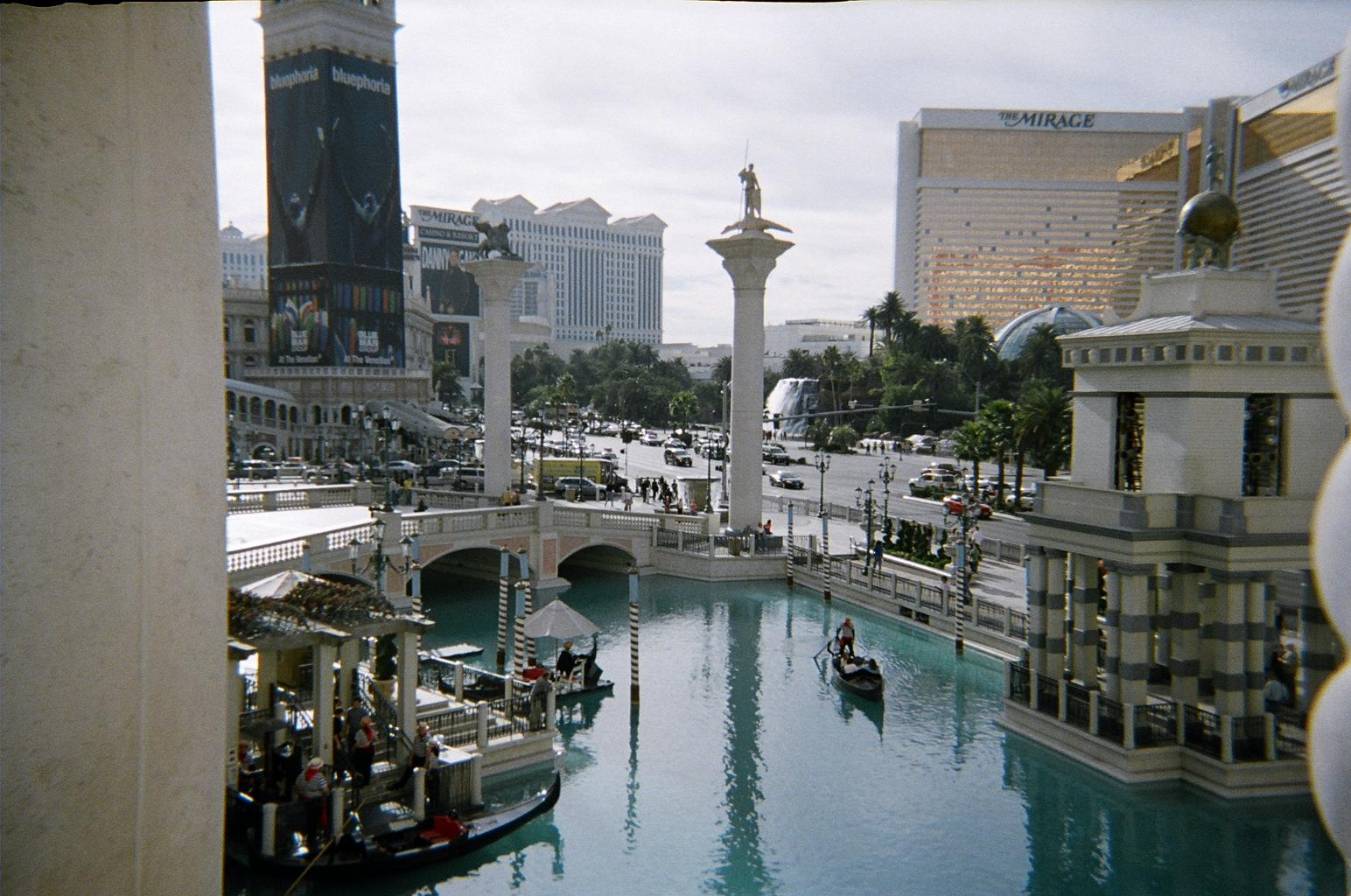
Kis Velence

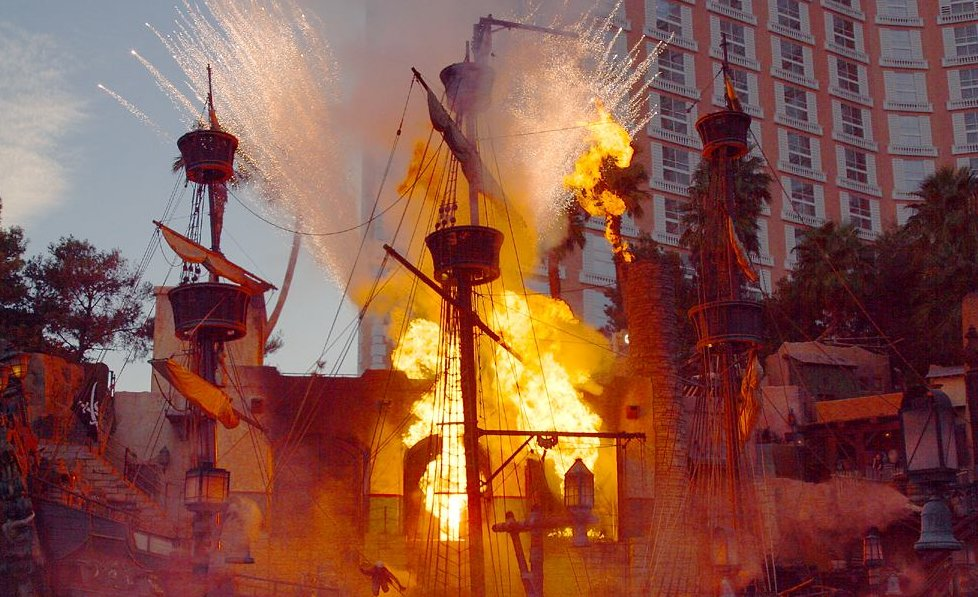
'Kalóztámadás' Las Vegasban

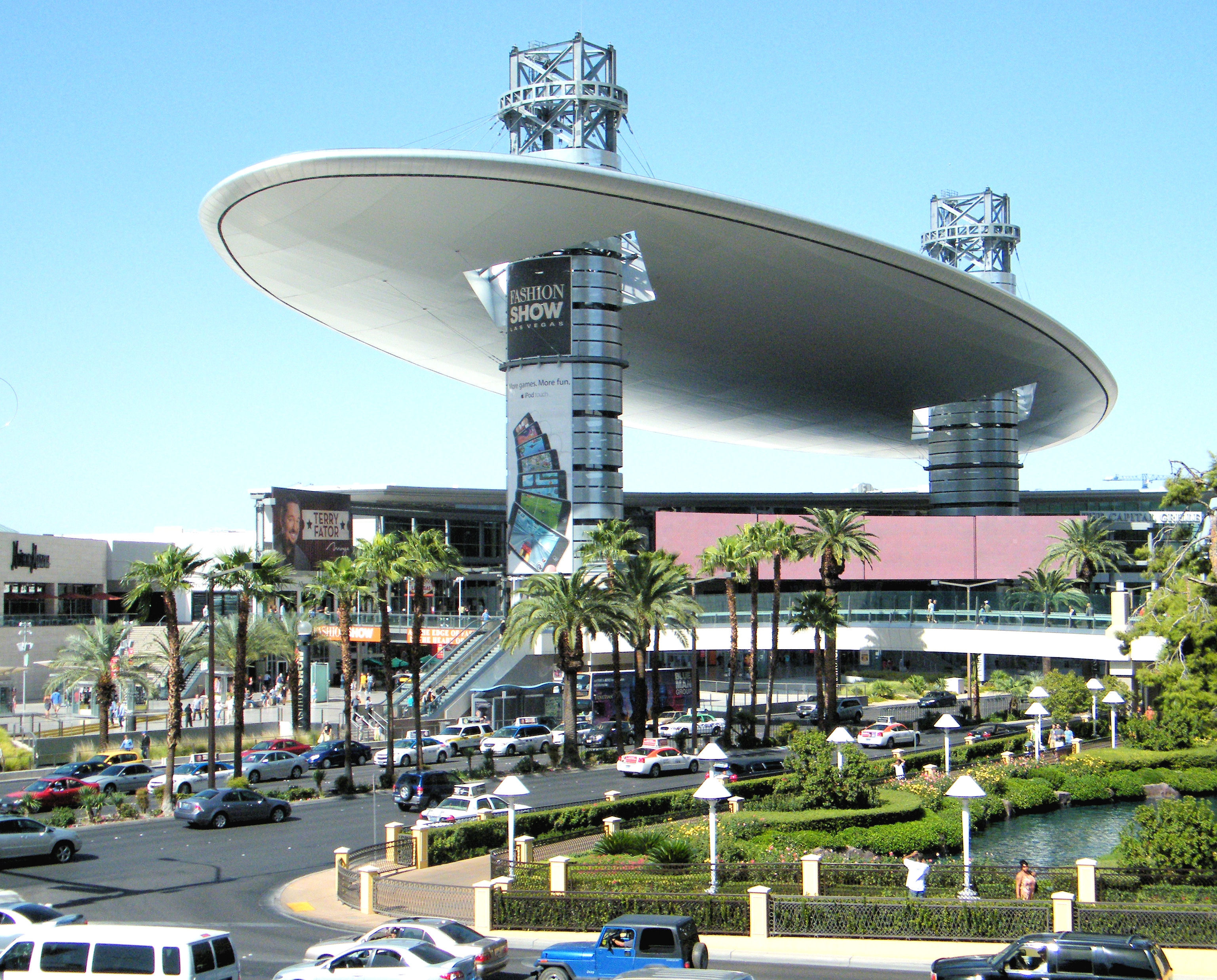
Fashion Show Mall

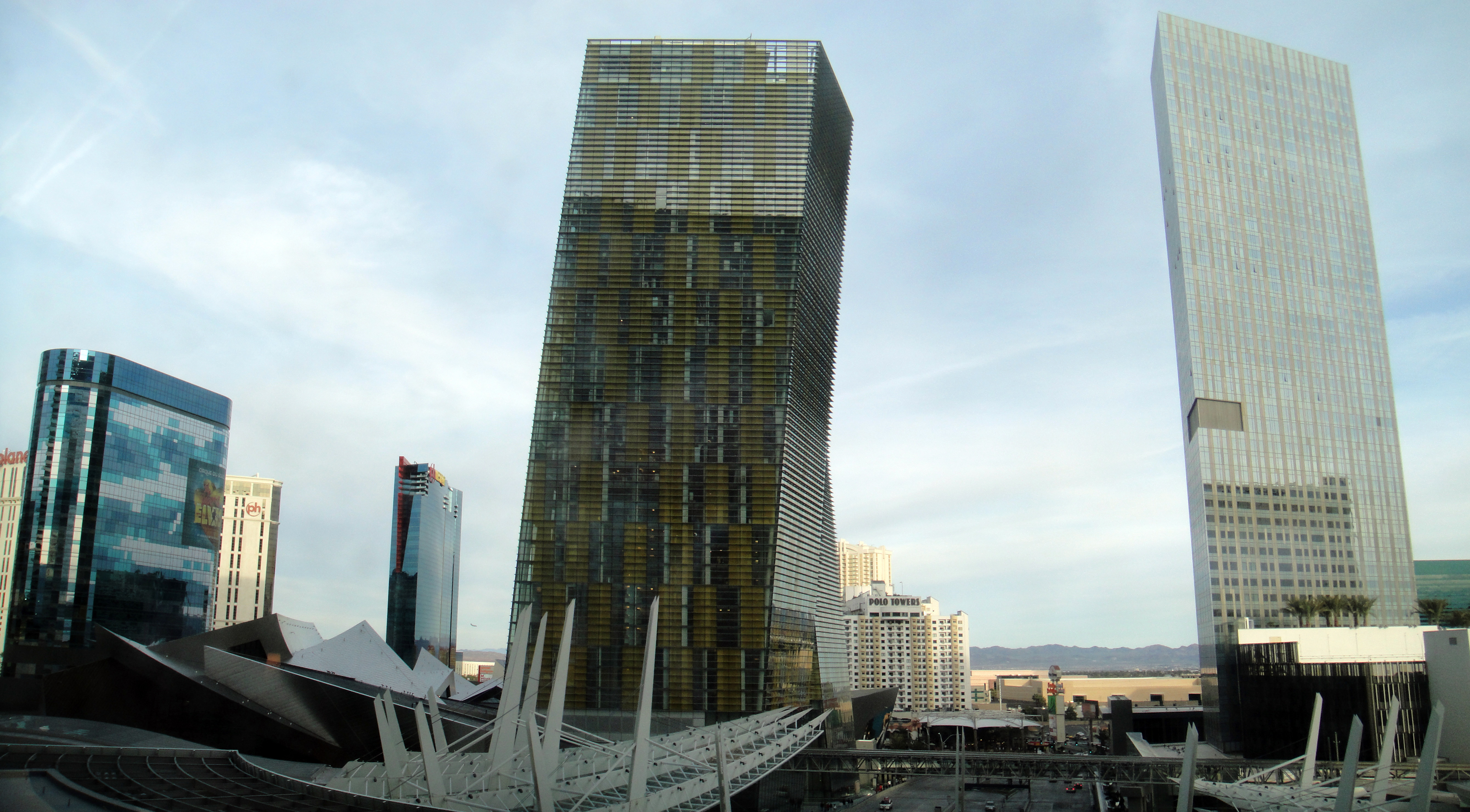
CityCenter

## Események
- Las Vegas Convention Center: 300 000 m² területű létesítmény, mely 200 000 látogatónak adhat helyet. Itt szokták megrendezni az évenkénti Consumer Electronics Show-t, mely a világ legnagyobb fogyasztói elektronika kiállítása.

COMDEX (Computer Dealers' Exhibition = Számítógép forgalmazók kiállítása).
- Konferenciák: Las Vegas ‘Strip’ szállodáiban rendszeresen tartanak országos konferenciákat széles körben (orvostudmány, mérnöki tudományok, stb.)

## Közlekedés
A Strip környékén számos rendszeresen járó, úgynevezett shuttle busz jár, melyek összekötik a különböző kaszinókat. Ezek között vannak ingyenesek, és fizetősek is. A monorail egy automatikusan működő magasvasút, az MGM Grand és a Sahara hotel között.

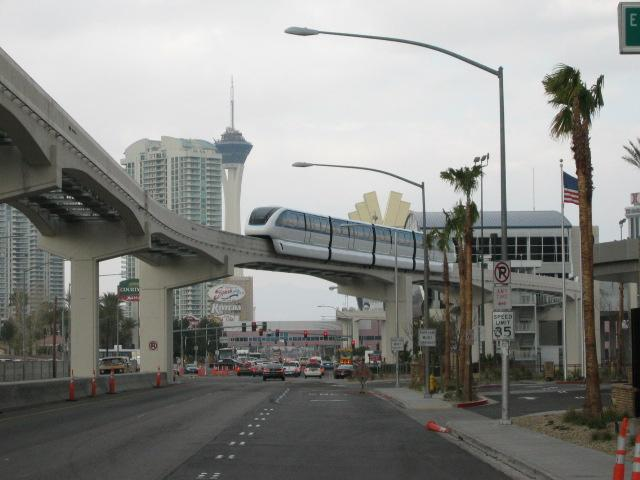
Monorail

## Képgaléria

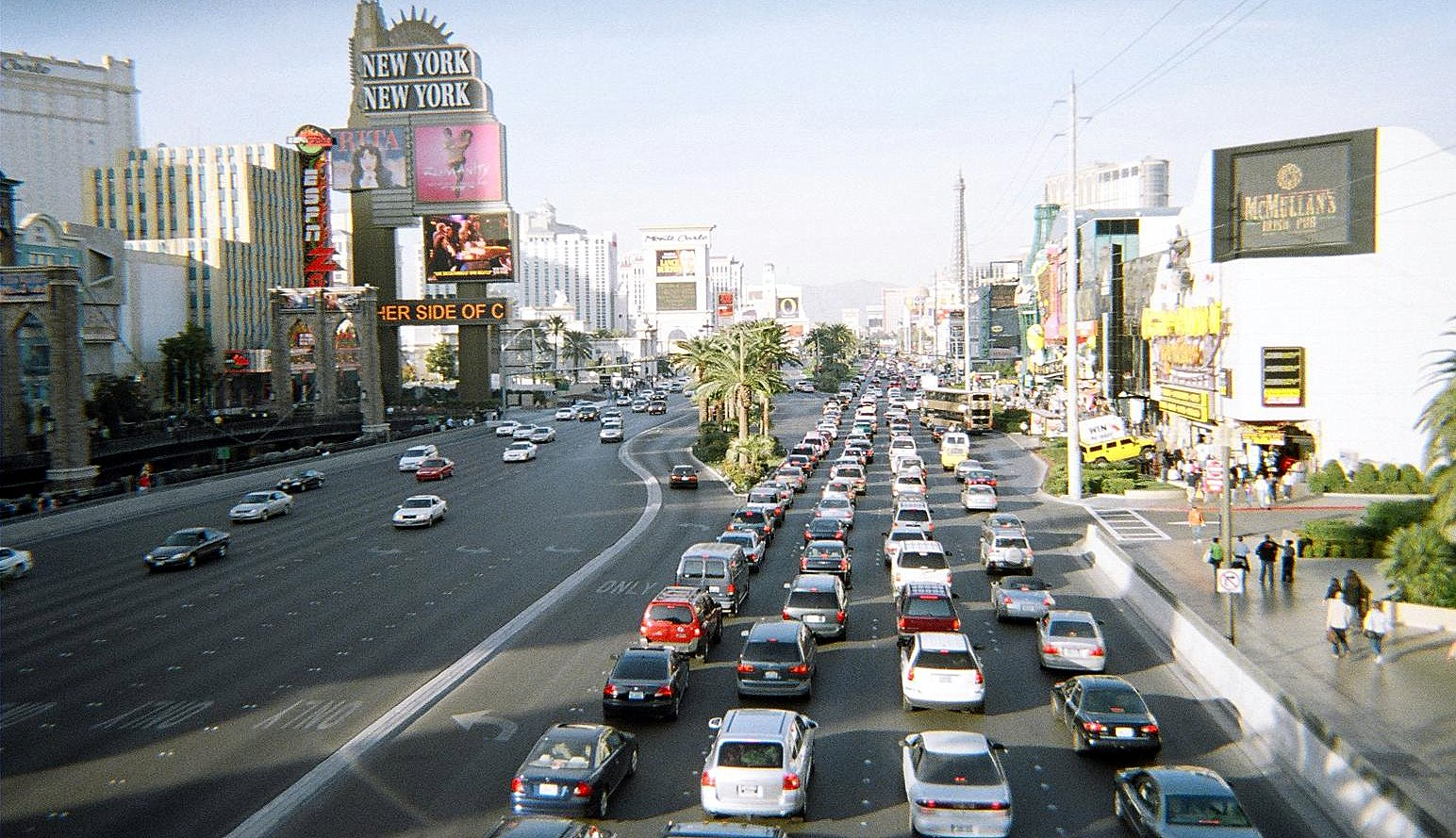
New York-New York

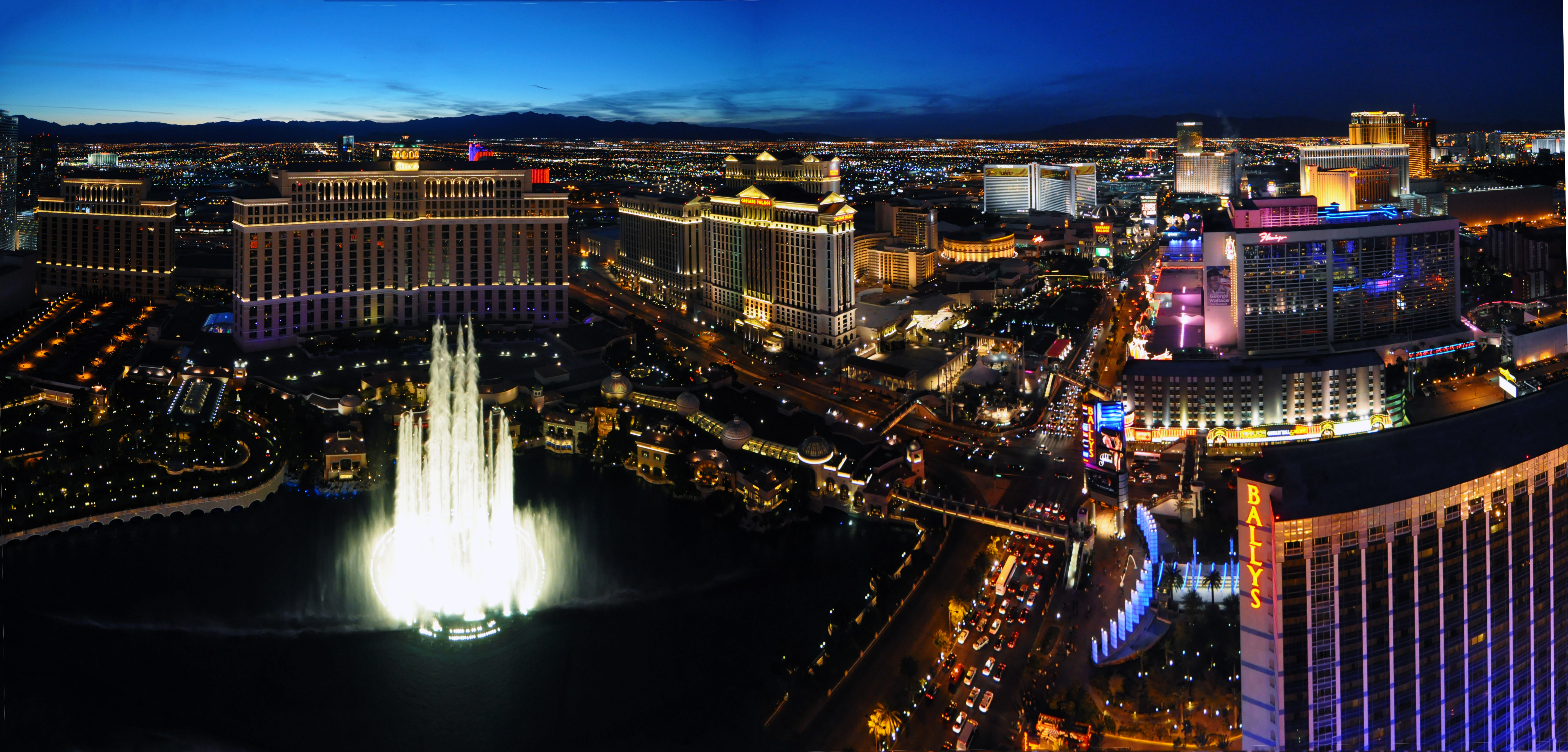
Belaggio és Caesars Palace

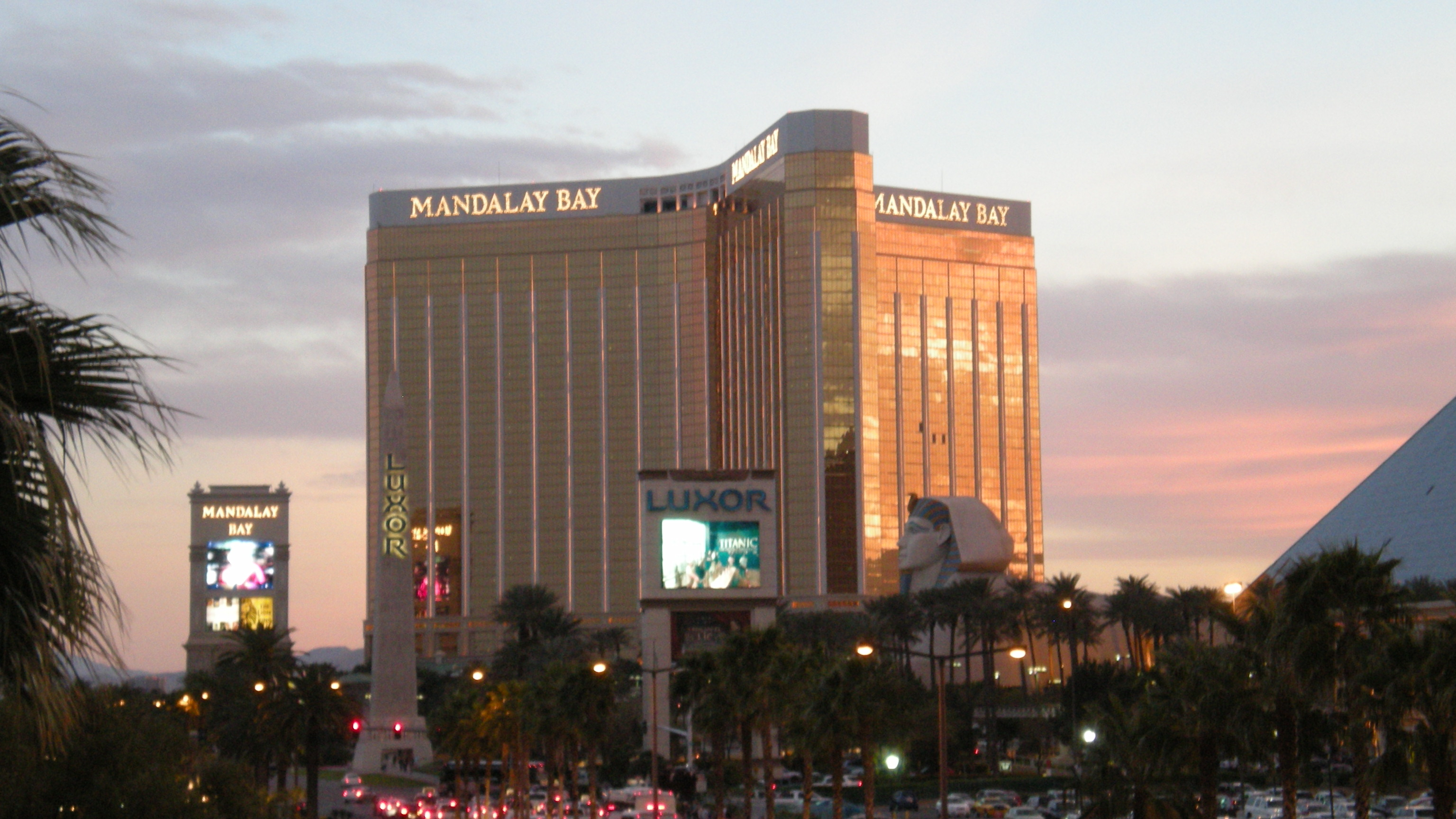
Mandalay Bay

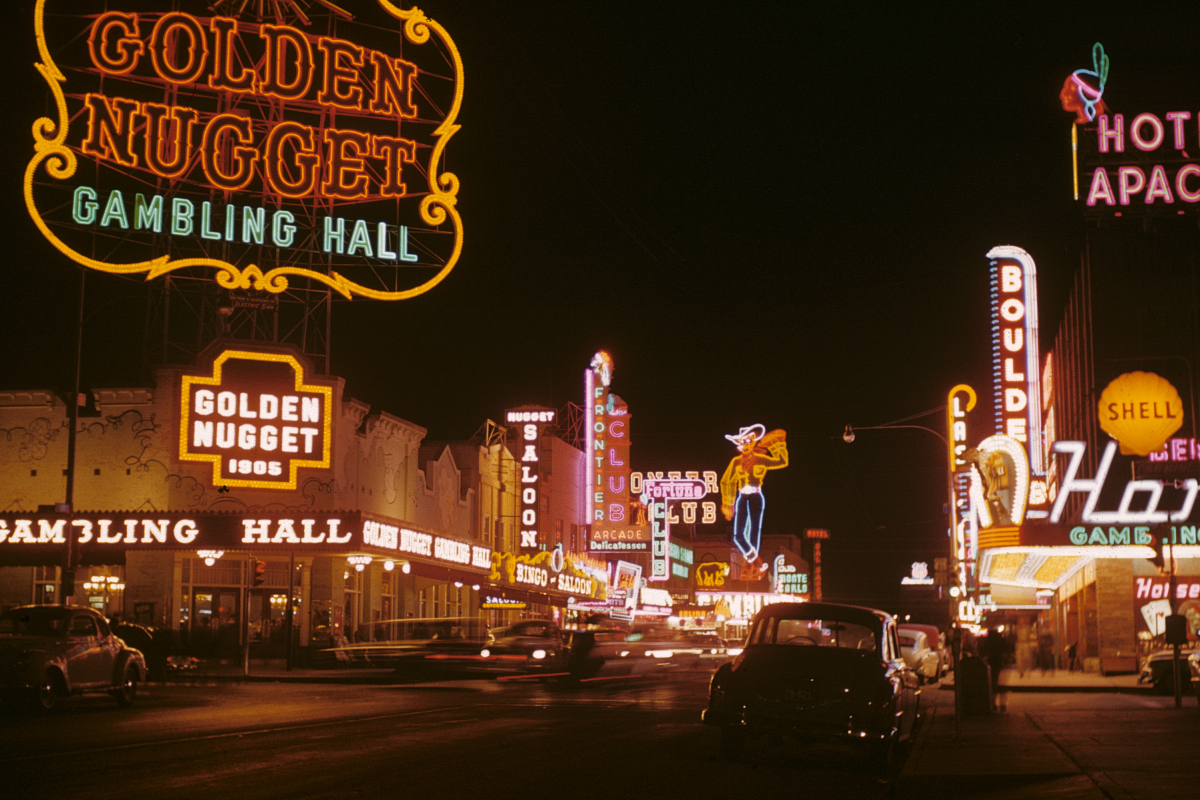
Fremont street

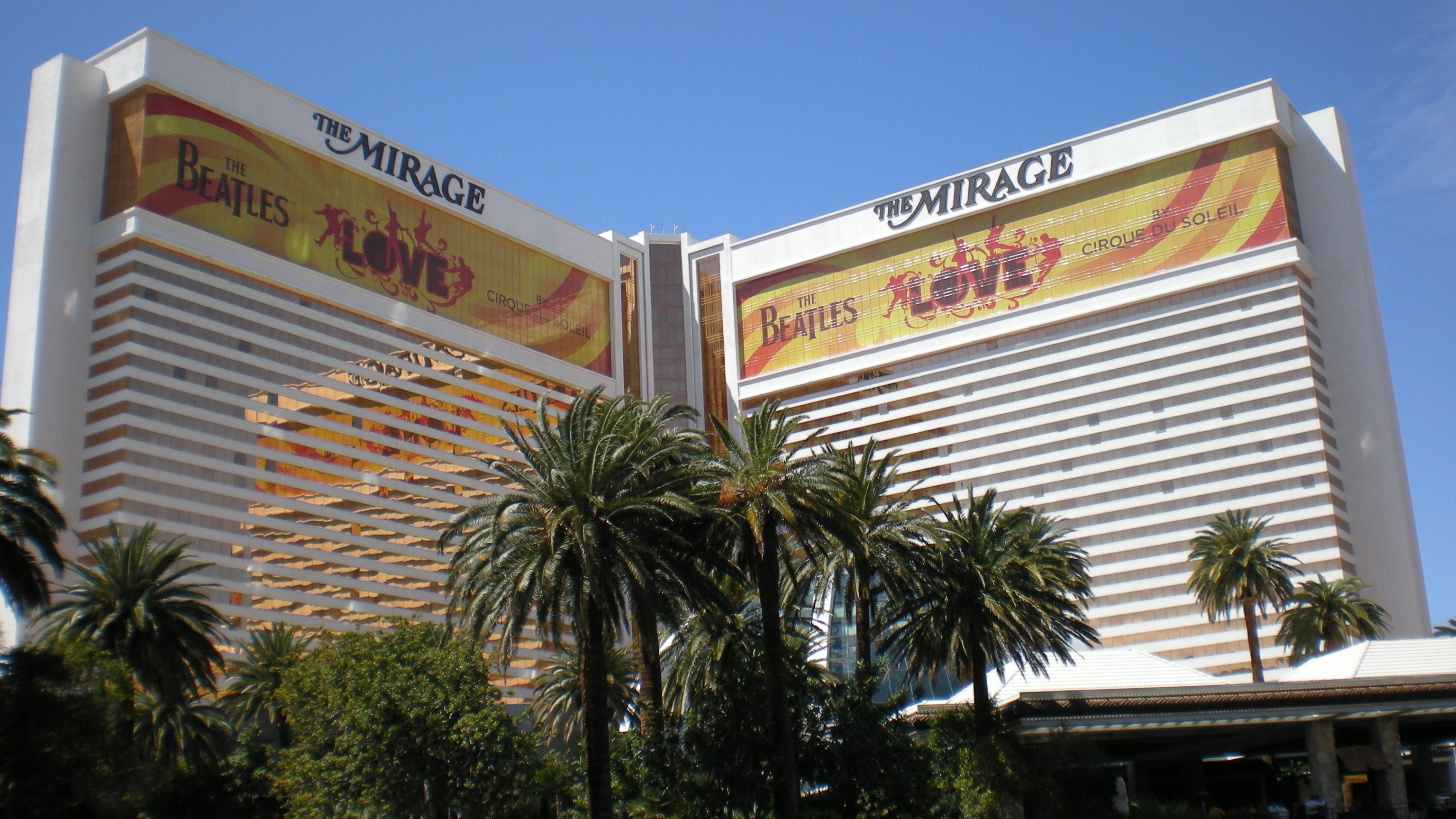
The Mirage

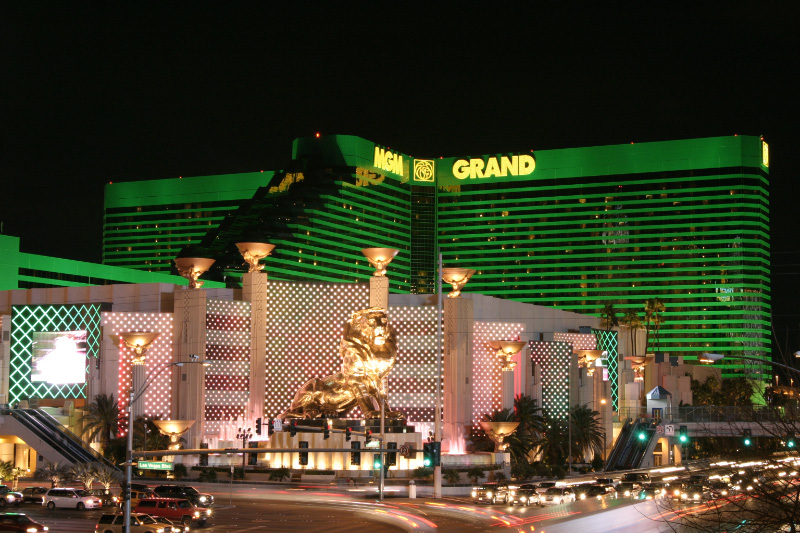
MGM Grand

## Nagyobb hotelek a Strip mellett
| Északra Fremont Street ↑             |                                 |
| Stratosphere                         |                                 |
| Sahara Avenue                        | Sahara Avenue                   |
|                                      | Sahara (bezárva)                |
| Circus Circus                        | Fontainebleau                   |
| Circus Circus                        | Riviera                         |
| Echelon Place                        |                                 |
| Desert Inn Road                      | Desert Inn Road                 |
|                                      | Encore                          |
| Fashion Show Mall                    | Wynn                            |
| Spring Mountain Road                 | Sands Avenue                    |
| Treasure Island                      | The Palazzo                     |
| Treasure Island                      | The Venetian                    |
| The Mirage                           | Casino Royale                   |
| The Mirage                           | Harrah's                        |
| The Mirage                           | Imperial Palace                 |
| Caesars Palace                       | Flamingo                        |
| Caesars Palace                       | Bill's Gamblin' Hall and Saloon |
| Flamingo Road                        | Flamingo Road                   |
| Bellagio                             | Bally’s                         |
| Bellagio                             | Paris                           |
| Vdara, Cosmopolitan                  | Planet Hollywood                |
| Harmon Avenue                        | Harmon Avenue                   |
| Aria, The Harmon (lebontásra itélve) | Grand Chateau, The Signature    |
| Mandarin Oriental                    |                                 |
| Park MGM                             |                                 |
| New York-New York                    | MGM Grand                       |
| Tropicana Avenue                     | Tropicana Avenue                |
| Excalibur                            | Tropicana                       |
| Luxor                                |                                 |
| THEHotel                             |                                 |
| Four Seasons, Mandalay Bay           |                                 |
| Russell Road                         |                                 |
|                                      |                                 |
| ↓ Délre Interstate 215               |                                 |